# 達依久子
達 依久子（たつ いくこ、1958年4月23日 -  没年不詳）は、日本の女性声優。フリー。神奈川県川崎市出身。

## 経歴
専修大学文学部国文学科卒業。劇団新人会養成所専科を経て、劇団新人会（現 - 劇団朋友）に入団（後に団友）。劇団活動と並行して、九プロダクション、青二プロダクションに所属していた。

## 人物
声種はアルトからメゾソプラノ。
趣味は園芸、犬との会話。

## 出演作品

### テレビアニメ
1987年
- エスパー魔美（1987年 - 1989年、黒沢の母、優太郎の母、宏一の母、宮田の母、番野の母、女将）
- シティーハンター（1987年 - 1991年、夫人、あけみ、院長、女A、おばあちゃん） - 3シリーズ

1988年
- 美味しんぼ（1988年 - 1989年、料亭の女将、キム奥さん、仲居、女中、民宿の女将、中橋夫人）

1989年
- おぼっちゃまくん（1989年 - 1990年、おばあちゃん 他）
- チンプイ（1989年 - 1990年、おばさん、母親）
- ビリ犬（おばあさん、住職の妻） - 2シリーズ

1990年
- 八百八町表裏 化粧師（お吉、おうの、長一郎の妻）
- YAWARA!（おばさん）

1991年
- 機甲警察メタルジャック（看護婦）
- 新世紀GPXサイバーフォーミュラ（船医）

1992年
- クレヨンしんちゃん（1992年 - 1993年、朝霞リエ〈初代〉、ヨシ彦の母親、婦人、回転ずしの客）
- フランダースの犬 ぼくのパトラッシュ（老女）
- ママは小学4年生（校長先生）
- ルパン三世 ロシアより愛をこめて

1993年
- 機動戦士Vガンダム（エステル・チャバリ）
- クッキングパパ（田村の妻）
- 勇者特急マイトガイン（教諭）

1994年
- おまかせスクラッパーズ（富士夫人）
- 機動武闘伝Gガンダム（女主人）

1995年
- 忍たま乱太郎（朝顔ルミ子）

1996年
- イーハトーブ幻想〜KENjIの春（母）
- ゲゲゲの鬼太郎（第4作）（1996年 - 1997年、老婆、お蝶、祖母、小豆ばばあ、お婆さん、老母）
- 勇者指令ダグオン（サキュバス）

1999年
- 週刊ストーリーランド 老婆シリーズ「ほんとうの留守番電話」（1999年、母）、「出題タクシー」（2001年、ナレーション）

2001年
- テイルズ オブ エターニア THE ANIMATION（乳母）
- ののちゃん（キクチのばあさん、看護婦）

2003年
- ソニックX（ジュリア）
- 高橋留美子劇場（澄代、舘）
- 釣りバカ日誌（老婆）
- 高橋留美子劇場 人魚の森（おばちゃん）
- ボボボーボ・ボーボボ（母しゃもじ）

2004年
- ドラえもん（ピアノの先生）
- 冒険王ビィト（鑑定士）

2005年
- ブラック・ジャック（母）

2006年
- 貧乏姉妹物語（番台のおばさん）

2009年
- 怪談レストラン（大家）
- ゲゲゲの鬼太郎（第5作）（おばあ）
- ご姉弟物語（梨江）
- ねぎぼうずのあさたろう（茶店のばあさん、おたね）

2010年
- あにゃまる探偵 キルミンずぅ（おばあさん）

2011年
- ONE PIECE（2011年 - 2014年、老婆、グラバー）

2012年
- 名探偵コナン（昼川利子）

2013年
- 恋愛ラボ（桂木先生）

### OVA
- 爆走サーキット・ロマン TWIN（1989年）
- 名探偵ハンギョドン（1990年、キンギョ夫人）

### ゲーム
- 藤子不二雄Aの笑ゥせぇるすまん（1993年、母上、母親、奥さん）
- 北斗の拳 世紀末救世主伝説（2000年、トヨ）
- 松本零士999 〜Story of Galaxy Express 999〜（2001年、おばさん）
- リーヴェルファンタジア〜マリエルと妖精物語〜（2002年、イエッタ）
- テイルズ オブ シンフォニア（2003年）

### 吹き替え

#### 映画
- 愛がこわれるとき ※ソフト版
- 愛と哀しみの旅路 ※ソフト版
- 赤ちゃんに乾杯! ※フジテレビ版
- アダムス・ファミリー（役人〈ケイト・マクレガー＝スチュワート〉）※日本テレビ版
- オレはギャング ガーディニア（コンスエロ、バーバラ）※TBS版
- カラーズ 天使の消えた街（クレイグ夫人、ジョーン、黒人女2、隣家の女、女4、無線の声3）※テレビ朝日版
- ゴースト/ニューヨークの幻（クララ）※ソフト版
- シー・オブ・ラブ（サーシャ）※ソフト版
- 始皇帝暗殺（皇太后〈クー・ヨンフェイ〉）
- ジム・ヘンソンのウィッチズ/大魔女をやっつけろ!
- シャドー（マリオン）※TBS版（HDリマスターDVD＆HDリマスター特別版BD収録）
- ゾンビ伝説 ※フジテレビ版
- セブン・イヤーズ・イン・チベット（ダライ・ラマの母〈ジェツン・ペマ〉）
- ツイン・ピークス（キャサリン・マーテル）
- ドクタークイン 大西部の女医物語（マイク・クインの姉）
- ドレスの下はからっぽ（マルゴー・ウィルソン）※テレビ東京版
- ナビゲイター ※日本テレビ版
- 農場の死（キャロル〈ジューン・ペイジ〉、ダニー）※毎日放送版
- パニック・イン・スタジアム（ジャネット〈ジーナ・ロウランズ〉）
- ハロウィンII（アルブス〈グロリア・ギフォード〉）※日本テレビ版・BD収録
- ハンガー（フィリス、リリーベル〈ベッシー・ラヴ〉）※TBS版
- ヒーロー/靴をなくした天使
- フォー・フレンズ/4つの青春（アドリアンヌ、ブリジェット）※日本テレビ版
- マッド・シティ（博物館長〈ブライズ・ダナ〉）
- 摩天楼はバラ色に（ヴェラ・ブレスコット〈マーガレット・ホイットン〉）※TBS版、（モーリン〈スーザン・ケラーマン〉）※フジテレビ版・BD版収録
- リコシェ（プリシラ〈リンゼイ・ワグナー〉）
- ルーカスの初恋メモリー
- ワンス・アポン・ア・タイム・イン・アメリカ（キャロル〈チューズディ・ウェルド〉）

#### ドラマ
- アリー my Love
- ER緊急救命室シリーズ
  - シーズン4 #20（キャサリン〈ダーウィン・カーソン〉）
  - シーズン10 #15（ナンシー・ナタレリ〈バーリンダ・トルバート〉）
  - シーズン11 #11（レイシー〈キャンディス・エドワーズ〉）
- WITHOUT A TRACE/FBI 失踪者を追え!
  - シーズン2（ガジン）
  - シーズン3
- コールドケース6（ヒラリー・ローズ）
- ザ・コミッシュ（レイチェル・スカリー〈テレサ・サルダナ〉[1]）
- デスパレートな妻たち（ヤオ・リン）
- ナイトライダー
  - シーズン3 #2（ジョーンズ〈ミンディ・ミラー〉）
  - シーズン4 #12（ブロウィン〈アンドリア・ハワード〉/ 偽ボニー〈パトリシア・マクファーソン〉）
  - シーズン4 #19（リズ・プレストン〈リーン・ハンリー〉）

#### アニメ
- おしゃれキャット（アミリア）※DVD追加収録版
- ザ・シンプソンズ MOVIE（コリン）※劇場公開版
- 地上最強のエキスパートチーム G.I.ジョー（バロネス）
- バットマン（レッドクロウ）

#### 人形劇
- サンダーバード6号 ※ビデオ版

### 特撮
- ウルトラマンダイナ（宇宙球体 スフィアの声、暗黒惑星 グランスフィアの声）

### ラジオドラマ
- タイム・リープ あしたはきのう（鹿島若子）

### ナレーション
- 全国一斉!日本人テスト
- 御法度テレビCM[9]